# Turmstraße (Berlin)
Die Turmstraße ist eine Hauptverkehrsachse im Berliner Ortsteil Moabit des Bezirks Mitte.

## Verlauf und Geschichte
Sie führt heute von der Rathenower Straße im Osten bis zur Beusselstraße und wird von dort als Huttenstraße weitergeführt. Bei der Anlage der Straße im Jahr 1827 verlief sie noch bis zur heutigen Heidestraße. Auf dem östlichsten Teilstück wurden später Kasernen und militärische Einrichtungen errichtet. Heute befindet sich dort der Fritz-Schloß-Park mit dem Poststadion und dem Stadtbad Tiergarten.
Die Straße verfügte auf ihrer gesamten Länge von 1800 m über drei Spuren je Richtung. Aktuell können zwischen Beusselstraße und Stromstraße jeweils zwei Spuren pro Richtung befahren werden. Auf dem Teilstück von Stromstraße zu Rathenower Straße ist nur eine Fahrspur für den Kraftverkehr freigegeben, während die zweite Fahrspur als Radweg dient. Die Fahrtrichtungen werden auf der gesamten Länge der Straße größtenteils durch einen Grünstreifen getrennt.
Ihren Namen erhielt die Turmstraße angeblich als Sichtachse zwischen den Türmen der Sophienkirche im heutigen Ortsteil Mitte und der Nikolaikirche in der damals noch eigenständigen Stadt Spandau. Dies stimmt nach neuen Erkenntnissen allerdings nicht. Nach Ende des Zweiten Weltkriegs erhielt sie zum Gedenken an den ermordeten KPD-Vorsitzenden Ernst Thälmann für einige Monate den Namen Ernst-Thälmann-Straße. Angesichts der politischen Veränderungen der Nachkriegszeit im Westteil Berlins wurde die Straße Ende 1945 wieder zurückbenannt.

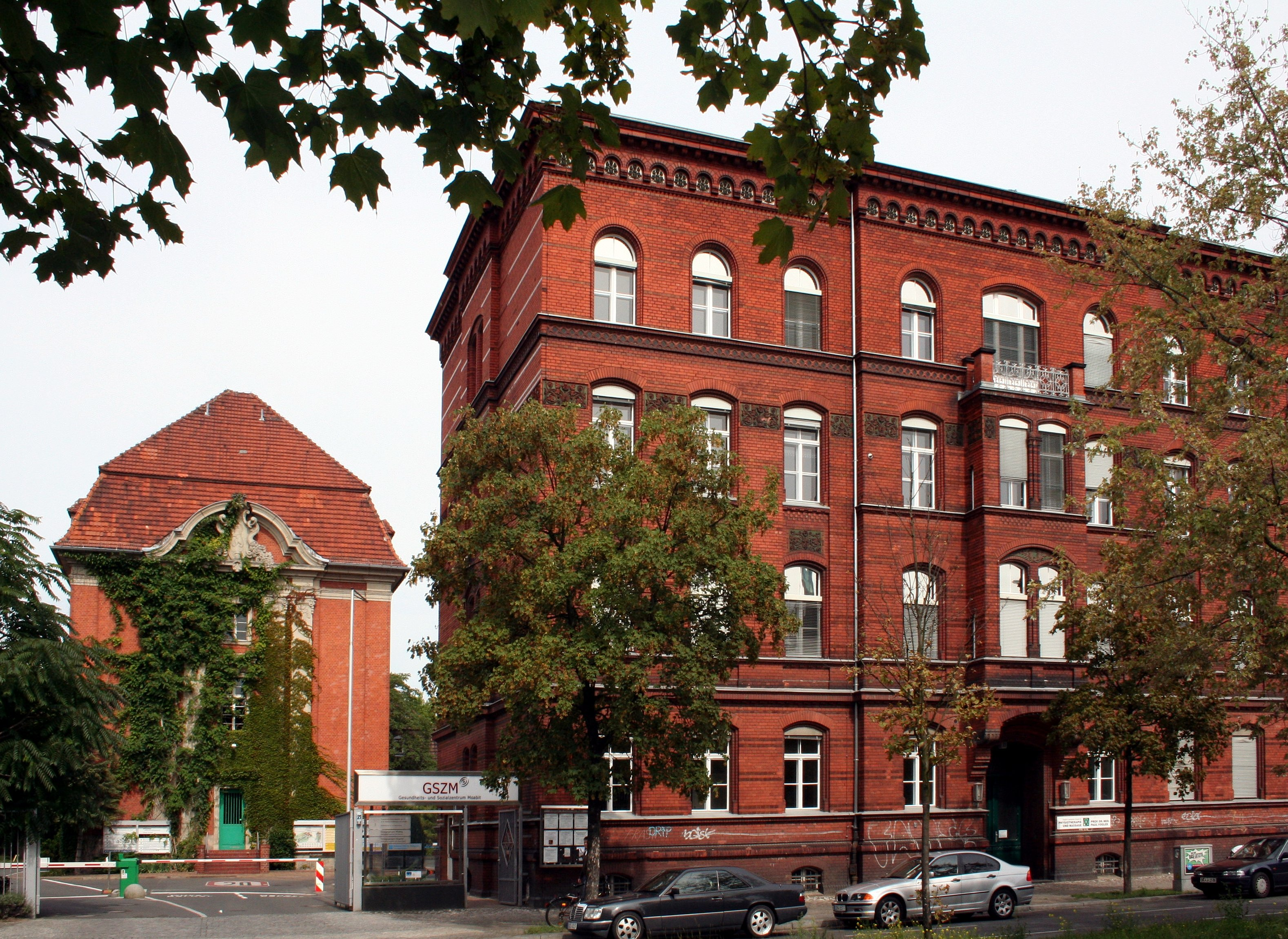
Krankenhaus Moabit, Haupteingang Turmstraße 21/22

Als Sitz der wichtigsten Verwaltungen und Geschäfte des ehemaligen Bezirks Tiergarten erlangte die Straße auf Bezirksebene Bedeutung. Neben dem Berliner Kriminalgericht befand sich hier auch das Krankenhaus Moabit – über Jahrzehnte neben der Charité das wichtigste Krankenhaus Berlins. Im Rathaus Tiergarten am Mathilde-Jacob-Platz befinden sich heute Behörden und Verwaltungen des Bezirksamtes Mitte. Weiter östlich in der Turmstraße 21 hat das Landesamt für Gesundheit und Soziales (LAGeSo) seinen Sitz. Der zwischen der Turmstraße und Alt-Moabit gelegene Kleine Tiergarten wurde als Stadtteilpark im 19. Jahrhundert angelegt und nach Kriegszerstörungen in den 1960er Jahren neugestaltet. Unmittelbar westlich des Kleinen Tiergartens befindet sich gegenüber dem Rathaus die Heilandskirche an der Thusnelda-Allee, mit 50 m Länge Berlins kürzeste Allee. Die Turmstraße ist neben einigen Buslinien mit der gleichnamigen U-Bahn-Station der Linie U9 auch an das Netz der Berliner U-Bahn angebunden. Seit dem 9. September 2023 verkehrt die Straßenbahnlinie M10 bis zum U-Bahnhof Turmstraße.